# Pachypodium decaryi
Pachypodium decaryi är en oleanderväxtart som beskrevs av L. Poisson. Pachypodium decaryi ingår i släktet Pachypodium och familjen oleanderväxter. Inga underarter finns listade i Catalogue of Life.